# 6880 Hayamiyu
6880 Hayamiyu este un asteroid din centura principală de asteroizi.

## Descriere
6880 Hayamiyu este un asteroid din centura principală de asteroizi. A fost descoperit pe 13 octombrie 1994 la Kiyosato de Satoru Ōtomo. Asteroidul prezintă o orbită caracterizată de o semiaxă mare de 2,80 ua, o excentricitate de 0,07 și o înclinație de 5,3° în raport cu ecliptica.